# 96 г. пр.н.е.
96 (деветдесет и шеста) година преди новата ера (пр.н.е.) е година от доюлианския (Помпилийски) римски календар.

## Събития

### В Римската република
- Консули са Гней Домиций Ахенобарб и Гай Касий Лонгин.
- По силата на завещанието на гръцкия владетел Птолемей Апион, управляваното до смъртта му царство Киренайка преминава под властта на Римската република.[1]

### В Азия
- Селевк VI Епифан се възкачва на трона на царството на Селевкидите, но е принуден да се бори за властта с чичо си Антиох IX Кизикен.[2]

## Родени
- Катон Млади, римски политик и военачалник (умрял 46 г. пр.н.е.)

## Починали
- Птолемей Апион, последен владетел на гръцкото царство в Киренайка.[1]
- Антиох VIII Грюпос, владетел от династията на Селевкидите